# Frans Van Vlierberghe
Frans Van Vlierberghe (né le 28 mars 1954 à Belsele dans la ville de Saint-Nicolas) est un coureur cycliste belge. Professionnel de 1975 à 1987, il obtient 16 victoires durant cette période, parmi lesquelles une étape du Tour d'Espagne. 
Son frère aîné Albert Van Vlierberghe a également été cycliste professionnel.

## Palmarès
- 1974
  - 2e de Gand-Wervik
- 1976
  - 2e du Prix national de clôture
- 1977
  - Circuit du Brabant central
  - 3e du Grand Prix de Denain
  - 3e du Samyn
  - 3e de la Flèche halloise
- 1978
  - Flèche hesbignonne
- 1979
  - 12e étape du Tour d'Espagne
  - 3e du Grand Prix Jef Scherens
- 1980
  - 2e du Grand Prix Paul Borremans
- 1982
  - Puivelde Koerse
- 1983
  - 2e du Circuit Escaut-Durme
- 1984
  - Grote Prijs Dr. Eugeen Roggeman
  - 2e du Circuit Escaut-Durme

## Résultats sur les grands tours

### Tour de France
2 participations
- 1975 : 75e
- 1982 : 108e

### Tour d'Espagne
1 participation
- 1979 : 73e, vainqueur de la 12e étape

### Tour d'Italie
1 participation
- 1980 : hors délais (2e étape)